# Philophylla freidbergi
Philophylla freidbergi är en tvåvingeart som beskrevs av Han 1999. Philophylla freidbergi ingår i släktet Philophylla och familjen borrflugor. Inga underarter finns listade i Catalogue of Life.